# 富勒 (姓氏)
富勒, 弗勒, 傅樂瓦 或者 福勒（Fuller）可以指：

## 人物
- 梅尔维尔·富勒 （Melville Weston Fuller，1833年2月11日－1910年7月4日），美国政治家、律师和法官。
- 布萊德·富勒 (製片人)（英語：Bradley Fuller），美国制片人。
- 彭妮·富勒（英語：Penny Fuller，1940年7月21日－），美国女演员。
- 布萊恩·富勒（英語：Bryan Fuller，1969年7月27日－），美国编剧和制片人。
- 巴克敏斯特·富勒（英語：Richard Buckminster Fuller，1895年7月12日－1983年7月1日），美国哲学家、建筑师和发明家。
- 德魯·福勒（Andrew Alan "Drew" Fuller，1980年5月19日－），美国演员。
- 約翰·富勒（John Fuller，1757年2月20日－1834年4月11日），迈克尔·法拉第 (Michael Faraday) 的赞助人和顾问。
- 托德·弗勒（英語：Todd Douglas Fuller，1974年7月25日－），美国NBA职业篮球运动员。
- 埃米·富勒（英語：Amy Fuller，1968年5月30日－），美国女子赛艇运动员。
- 史蒂夫·富勒（英語：Steve William Fuller，1959年7月12日－），美国社会哲学家。
- 黛比·富勒（英語：Debbie Fuller，1966年6月24日－），加拿大女子跳水运动员。
- 托尼·富勒（英語：Anthony Ike Fuller，1958年9月4日－），美国NBA联盟前职业篮球运动员。
- 朗·盧福瓦·富勒（法語：Lon Luvois Fuller，1902年6月15日－1978年4月18日），法国法律哲学家。
- 莎拉·傅樂瓦（Sarah Fuller，1836年2月15日－1927年8月1日），美國教育家。
- 海勒姆·富勒（英語：Hiram Fuller，1981年5月15日－），美国NBA联盟前职业篮球运动员。
- 理查德·富勒（英語：Richard Fuller，1962年5月30日－），英国政治家。

|  | 本页或本分段罗列了姓氏为「富勒 (姓氏)」的人物。 如果是一个指代特定个人的内链将您引导到本页，請考慮修正該人物的名字以將链接指向正確的條目。 |